# Harissa (Líbano)
Harissa-Daraaoun es una localidad del Líbano, se encuentra a una altitud de 550 metros sobre el nivel del mar y a una distancia de 27 kilómetros de Beirut, (capital del país), su superficie es de 435 hectáreas, (4,35 km²). Forma parte de la federación de municipios de Kesrouane, dentro de esa federación se encuentra Mayrouba entre otros. El municipio Harissa-Daraaoun tiene un consejo municipal que se elige cada seis años, tiene independencia administrativa y financiera, pero depende del gobierno central. Tiene 3.130 habitantes según el censo del 2004, cuenta con tres escuelas, una es pública y dos son privadas, 80 alumnos son instruidos en la escuela pública y 367 en las escuelas privadas. No existe ningún hospital en Harissa-Daraaoun.
Harissa es un importante lugar de peregrinación, se encuentra por encima de Joünié, se accede por una empinada carretera. Además se puede llegar al lugar por la telecabina, conocida como la Téléférique, la que parte de Jounieh.
En el lugar se levanta la imagen de la Virgen María, Nuestra Señora del Líbano o Notre Dame du Liban, es una estatua de 15 toneladas de bronce (y pintado de blanco), la que tiene los brazos extendidos. La estatua fue realizada a finales del siglo XIX  e inaugurada en 1908. Dentro de la base de la estatua hay una pequeña capilla, donde los fieles pueden orar. Existe en el lugar una moderna catedral Maronita construida de hormigón y vidrio, se encuentra justo al lado de la estatua.

## Curiosidades

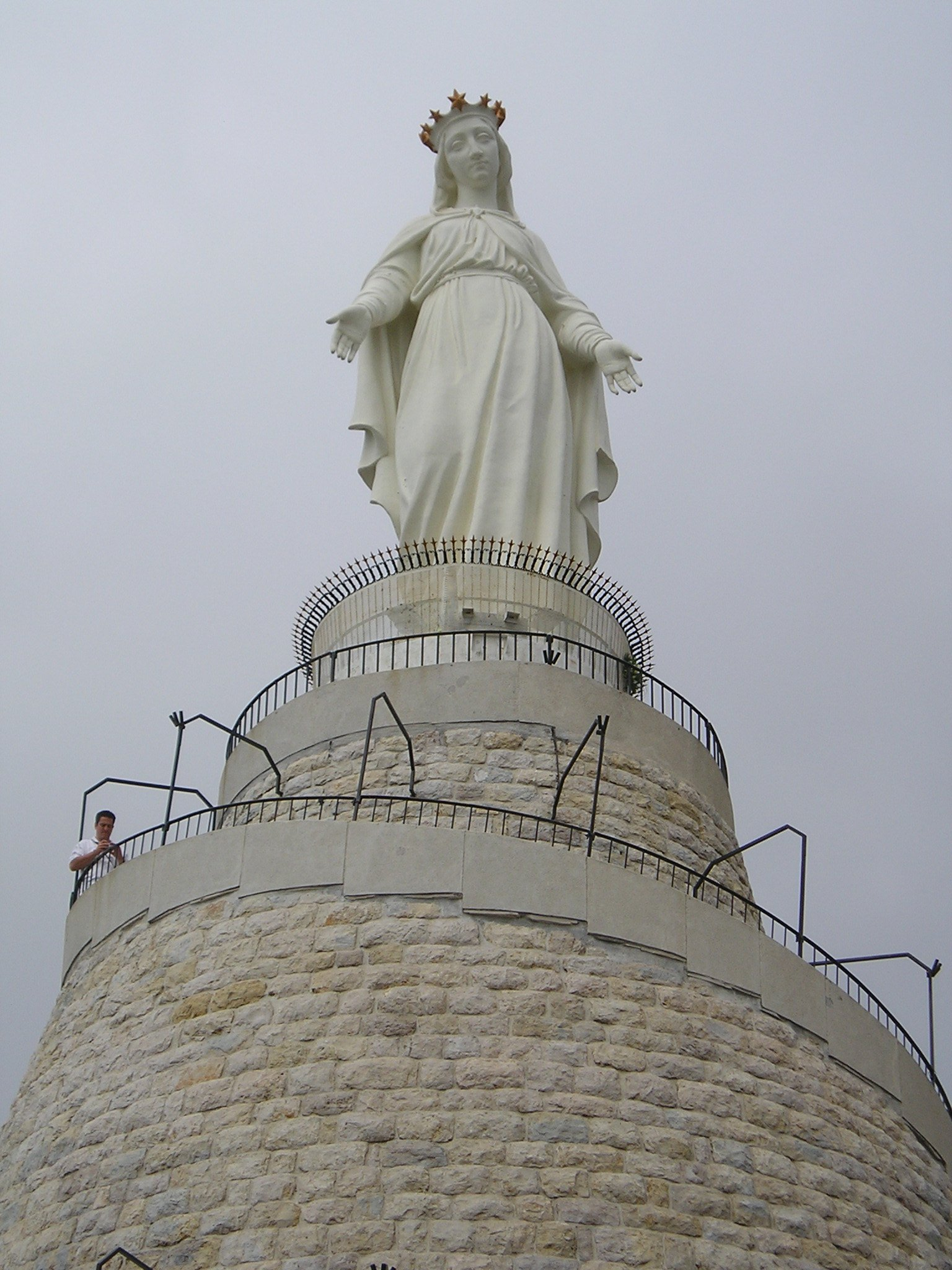
Harissa Nuestra Señora del Líbano.

El 10 de mayo de 1997, el Papa Juan Pablo II visitó Harissa.

## Historia
En 1904, el Patriarca Elías Hoyek, en el 50 º aniversario de la dedicación del Dogma de la Inmaculada Concepción anuncio la creación  del edificio de Nuestra Señora del Líbano. La iglesia original fue construido por Sleiman Yakoub Hokayim de Batroun. La montaña se llama Harissa, cuando se inauguró en 1908 el Patriarca del Líbano, Hoyek, dedicado estas palabras a la Virgen María: "Oh María, Reina de las montañas y los mares y la Reina de nuestro amado Líbano ....", además se designó el primer domingo del mes de mayo como la fiesta de Nuestra Señora del Líbano. En este día el Patriarca maronita y todos los obispos libaneses celebran la Divina Liturgia, al aire libre en el Santuario de Nuestra Señora del Líbano. La Iglesia católica conmemora esta advocación mariana el 31 de mayo.